# Otzberg
Otzberg är en kommun i Landkreis Darmstadt-Dieburg i Regierungsbezirk Darmstadt i förbundslandet Hessen i Tyskland. Kommunen bildades 31 december 1971 genom en sammanslagning av de tidigare kommunerna Habitzheim, Hering, Lengfeld, Nieder-Klingen, Ober-Klingen, och Ober-Nauses.